# Lilliana Ketchman
Lilliana Belle Ketchman (Carolina del Norte, 23 de junio de 2008) conocida profesionalmente como Lilly K es una bailarina, modelo  y  youtuber estadounidense. Se hizo conocida por aparecer en la serie Dance Moms de Lifetime a partir de la sexta temporada.

## Primeros años
Lilliana Ketchman nació el 23 de junio de 2008 en Fayetteville (Carolina del Norte). Sus padres se llaman Stacey y Christopher Ketchman y tiene un hermano mayor llamado Caden. Su madre es psicóloga y bailarina mientras que su padre también es psicólogo y pianista. Ketchman empezó a bailar a los 2 años y empezó a competir a los 4. Empezó a bailar en Campaneria Ballet School.

## Carrera

### Youtube
En 2015, Ketchman lanzó su canal de YouTube, en el que empezó a publicar videos de sus competencias, rutinas de baile, consejos de cocina, moda y belleza, juegos y sus numerosas bromas. Ha conseguido más de 4 millones de suscriptores. Abby Lee Miller de Dance Moms la conoció en las redes sociales.

### Dance Moms
Cuando participaba en una sesión de fotos en Nueva York en 2015, alguien sugirió que debería estar en Dance Moms con Abby Lee Miller. La madre de Ketchman, sin embargo, pospuso la idea de hacer una audición debido a la reputación de Miller.  Después de que Miller comenzó a seguir a Ketchman en las redes sociales, se le pidió a Ketchman que enviara videos de ella bailando. Se unió a la sexta temporada de Dance Moms como parte del mini equipo de Abby Lee Dance Company (ALDC) a la edad de siete años.  El primer solo de Ketchman fue "Step by Step", que quedó en primer lugar.  En 2017, se unió al equipo ALDC Elite.  Ketchman obtuvo el primer lugar en la división juvenil de la competencia nacional.  Durante la séptima temporada, Ketchman ocupó el primer lugar en una competencia de Spokane, Washington, con el ALDC.
Ketchman, el único miembro del equipo que regresó para la octava temporada, ganó la competencia general de la semana 14 con su solo "Black Widow".  Para su solo "Straight Up" transmitido durante la semana 16, realizó toda la rutina con una camisa de fuerza, obteniendo una puntuación perfecta de 300 y terminando en primer lugar.  Durante la competencia nacional, Ketchman quedó en segundo lugar en la división juvenil y cuarto en general con su solo "Inside Out".

### Música
Ketchman ha aparecido en numerosos vídeos musicales para artistas como Bianca Ryan, Sia, y su compañera exalumna de Dance Moms , JoJo Siwa.  En el vídeo musical de Sia de "Move Your Body", la interpretación de Ketchman de una joven Sia recibió elogios de la crítica.  Slate dijo que sus movimientos fueron los que hicieron que el vídeo musical fuera "muy divertido de ver".  En noviembre de 2020, Ketchman y su madre provocaron su propio sencillo y vídeo musical, "Underneath".